# Dinera rava
Dinera rava är en tvåvingeart som först beskrevs av Wulp 1891.  Dinera rava ingår i släktet Dinera och familjen parasitflugor. Inga underarter finns listade i Catalogue of Life.